# Gewisse
I Gewisse /jɛˈwiːsə/ (Old English; latino: Geuissæ) erano una tribù o un clan anglosassone dell'Inghilterra ubicata nell'area dell'alto Tamigi nei pressi di Dorchester. Il nome della tribù deriverebbe dall'antica parola inglese che significava affidabile o sicuro, (confronta la parola germanica gewiss = "affidabile, sicuro"). La Cronaca anglosassone parla di un antenato eponimo, di nome Giwis. Eilert Ekwall ha ipotizzato che la somiglianza dei toponimi tra i regni di Gewisse e Hwicce suggerisce un'origine comune.
I Gewisse conquistarono Searobyrig nel 552 e Beranbyrig nel 556. Birino convertì i Gewisse al cristianesimo nel 636 battezzando il loro sovrano, Cynegils, e dando vita all'antica diocesi di Dorchester I Gewisse uccisero i tre figli di Saebert dell'Essex attorno 620, sconfissero i britanni nella battaglia di Peonnum nel 660 e dal 676 riuscirono a controllare così saldamente l'odierno Hampshire da dare vita alla Diocesi di Winchester.
Le conquiste da parte della casa reale di Gewisse nel VII e nell'VIII secolo portarono alla nascita del regno del Wessex, tant'è che Beda utilizzò i due nomi come fossero intercambiabili. Però fu solo durante il regno di Caedwalla (685/6-688) che il titolo di re dei sassoni iniziò a rimpiazzare quello di re dei Gewisse. Barbara Yorke ha suggerito che la conquista da parte di Caedwalla della provincia di Jutish e del regno del Sussex rese necessario un nuovo titolo per distinguere questo nuovo regno più grande da quello precedente.